# C-Store
C-Storeは ブラウン大学、ブランダイス大学およびマサチューセッツ工科大学にてマイケル・ストーンブレーカーやサミュエル・マッデンらが開発した 列指向データベース管理システムに基づいたデータベース管理システム (DBMS)である。
C-Storeは従来の関係データベース管理システム (RDBMS) とは多くの点で異なっており、特にデータを行単位ではなく列単位で格納し、書き込みに対し最適化されていない点が特徴的である。
C-StoreはBSDライセンスに基づいて公開されている。ストーンブレーカーと彼の同僚はC-Storeを商用化するためにVerticaという会社を設立した。

## Bibliography
- Stonebraker, Mike; et al. (2005). "C-Store: A Column-oriented DBMS" (PDF). Proceedings of the 31st VLDB Conference. Trondheim, Norway.